# 海老名美どり
海老名 美どり（えびな みどり、本名：下嶋みどり（旧姓：海老名）（戸籍上の本名は美東里）1953年〈昭和28年〉2月14日 - ）は、日本の元女優。オフィスさかや代表取締役。

## 家族
父は落語家の初代林家三平、母は海老名香葉子、伯父は釣竿職人の中根喜三郎（母・香葉子の兄）。
妹は泰葉、弟は9代目林家正蔵と2代目林家三平。夫は俳優の峰竜太で、『おはよう!こどもショー』で共演したのがきっかけで結婚した。子は一般人の長女と元ジャニーズJr.の下嶋兄、義妹は国分佐智子（弟・2代目三平の妻）
甥は林家たま平（弟・正蔵の長男）、林家ぽん平（弟・正蔵の次男）。

## 来歴
東京都台東区根岸出身。
川村小学校、川村中学校・高等学校、川村短期大学英文科卒業。女優として活動した。
峰との結婚後は自らが考案した美容体操やダイエット法を記した著書を発表するほか、「ビッグアップル殺人事件」で作家デビューを果たし、夫の峰と夫婦で旅番組やCMに出演するなどマルチに活躍した。
左利きである。

## 出演

### テレビドラマ
- 銀座わが町（1973年 - 1974年、NHK総合）
- 寺内貫太郎一家2 第29話（1975年、TBS） - サチ子
- 非情のライセンス 第2シリーズ 第66話「兇悪の振子」（1976年、NET・東映）  - チーコ
- いごこち満点（1976年、TBS）
- 高原へいらっしゃい（1976年、TBS）
- 噂の刑事トミーとマツ 第32話「ああ! トミマツの4回戦ボーイ」（1980年、TBS・大映テレビ） - 川口晴子
- 秘密のデカちゃん（1981年4月15日 - 1982年1月6日、TBS・大映テレビ） - 横山婦警
- 大岡越前 第8部 第2話「幽霊駕籠の仇討ち」（1984年7月23日、TBS・C.A.L） - おとよ役
- 暴れん坊将軍II 第149話「罠にはまったカッポレ娘!」（1986年、テレビ朝日・東映） - 染八
- いのち（1986年、NHK総合 大河ドラマ） - 中川圭子
- 超新星フラッシュマン 第26話「宇宙カボチャ料理」（1986年、テレビ朝日） - 鹿島
- 水戸黄門 第17部 第10話「泣き笑い献上仏壇・尾張」（1987年11月2日、TBS・C.A.L） - お園
- 月影兵庫あばれ旅 第2シリーズ 第2話「辻斬りが惚れた女」（1990年10月14日、テレビ東京・松竹） - おしゅん
- ああ相続（1991年、TBS）
- 俺たちルーキーコップ 第5話「大脱線」（1992年、TBS）

### その他のテレビ番組
- おはよう!こどもショー（日本テレビ）みどりちゃん、1973年11月 - 1975年6月まで司会として出演。
- 三平・美どりのドキドキ生放送（フジテレビ）1975年10月 - 1976年3月 父・初代林家三平と共に司会を務めた。

### ラジオ番組
- ザ・パンチ・パンチ・パンチ（ニッポン放送）1971年6月 - 1973年3月までパーソナリティーとして出演。

### 映画
- お葬式（1984年）
- 首都消失（1987年）
- この愛の物語（1987年）
- ペエスケ ガタピシ物語（1990年）
- 花のズッコケ児童会長（1991年）

### CM
- ホーミング タフ（台所用洗剤、1990年、花王）
- ライオン
  - キャティパンツ
  - キャティナプキン
- 土倉（北海道のお茶・海苔の販売会社）※ 弟の林家正蔵（当時：こぶ平）と共演
- 新グロモントゴールド（中外製薬）※ 夫の峰と共演
- ジョイ（台所用洗剤、P&G）※ 夫の峰と共演
- エバラ食品工業
  - 焼肉のたれ 黄金の味（1997年頃 - ）※ 夫の峰と共演
  - すき焼きのたれ（2003年頃 - ）※ 夫の峰と共演

## 著書
- 海老名美どりが本出した
- 海老名美どりの部分やせ体操
- 海老名美どりのスリムキープダイエット
- 海老名美どりのやせる56ポーズ
- 海老名美どりの20kg減量3分間体操
- ビッグアップル殺人事件

## 演じた俳優
- 秋野暢子 - ことしの牡丹はよいぼたん（1983年、フジテレビ）